# Antti Litja

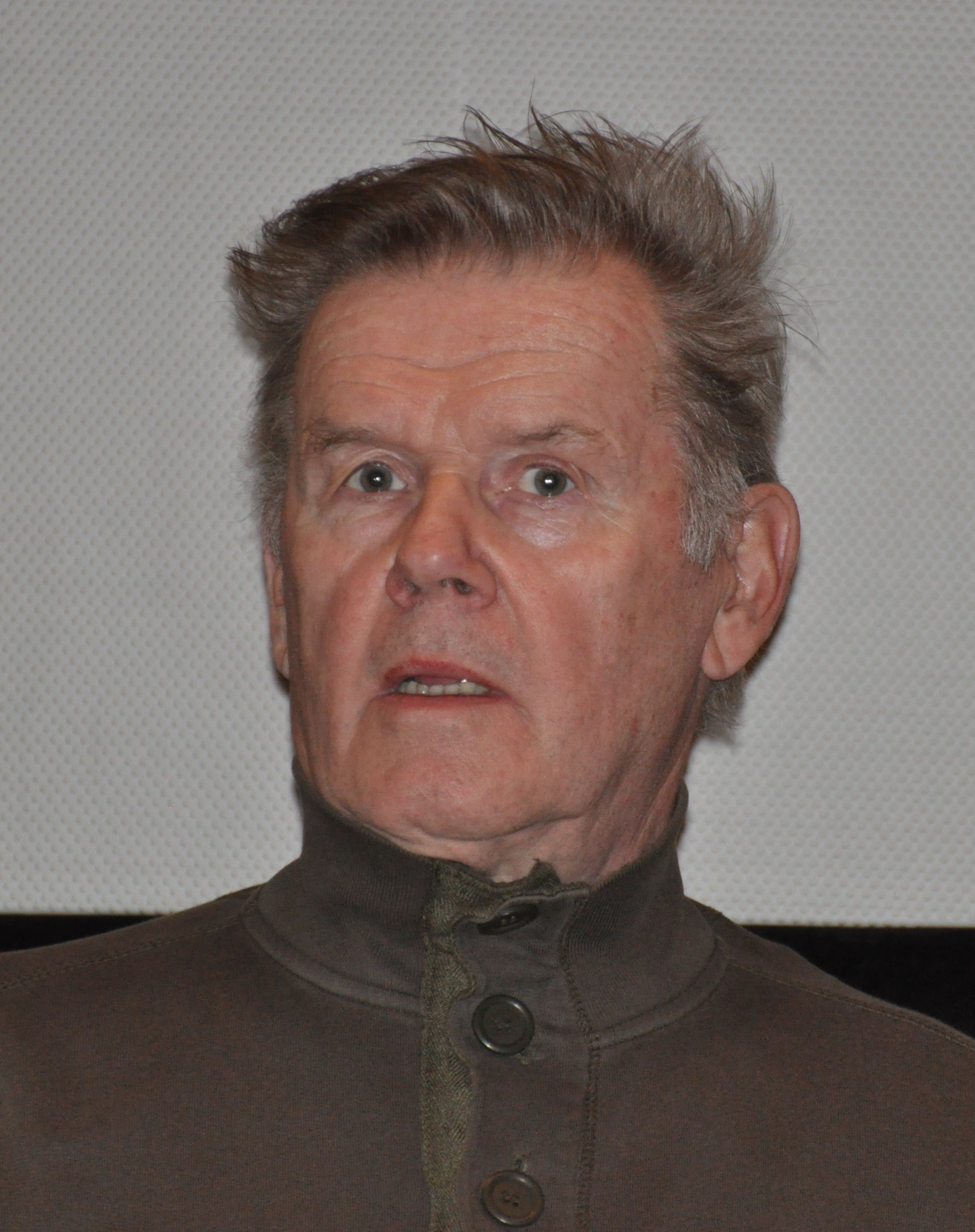
Antti Litja (2011)

Antti Vilho Olavi Litja (* 21. Februar 1938 in Antrea; † 12. Juli 2022 in Helsinki) war ein finnischer Schauspieler.

## Leben
Antti Litja wurde als eines von fünf Kindern im Antrea geboren. Er hatte vier Schwestern, darunter einmal Zwillinge. Seine Mutter stammte aus Savo und sein Vater aus Antrea, das heute in Russland liegt. Er besuchte die Grundschule in Tervakoski bei Janakkala. Im Alter von 16 Jahren zog er nach Helsinki, wo er versuchte als Elektriker, Fabrikarbeiter und Automechaniker zu arbeiten. Während dieser Zeit spielte er vereinzelt bereits am Theater. 1958 versuchte er der Marine beizutreten und war stattdessen in Kontiolahti stationiert. Nach seiner Militärzeit wurde er an der Theaterakademie Helsinki aufgenommen, wo er erfolgreich von 1960 bis 1963 Schauspiel studierte.
Ab 1963 war er regelmäßig an unterschiedlichen Theatern in Finnland engagiert. So spielte er an dem Arbeitertheater Tampere, dem Finnischen Nationaltheater und Helsingin kaupunginteatteri sowie dem Tampereen Teatteri.
Bereits während seines Studiums wirkte er in mehreren Film- und Fernsehproduktionen mit. So gab er 1960 mit dem von Maunu Kurkvaara inszenierten Drama Autotytöt sein Leinwanddebüt. Seinen nationalen Durchbruch hatte er mit den jeweils von Risto Jarva inszenierten Komödien Der Mann, der nicht nein sagen konnte und Das Jahr des Hasen. Für erstere wurde er mit seinem ersten Jussi als Bester Hauptdarsteller ausgezeichnet. Eine zweite Auszeichnung erhielt er 2015 für seine Darstellung in der von Dome Karukoski inszenierten Komödie Kaffee mit Milch und Stress. Es sollte sein letzter Film werden. Durch einen 2015 erlittenen Schlaganfall beendete er im darauffolgenden Jahr seine Karriere.
In einem Interview von 2018 gab er an, dass er seit 30 Jahren trockener Alkoholiker sei. Er hat außerdem drei Söhne von drei unterschiedlichen Frauen.

## Filmografie
- 1960: Autotytöt
- 1975: Der Mann, der nicht nein sagen konnte (Mies, joka ei osannut sanoa EI)
- 1977: Das Jahr des Hasen (Jäniksen vuosi)
- 1978: Das bewachte Dorf 1944 (Vartioitu kylä 1944)
- 1980: Sonnenwind (Aurinkotuuli)
- 1983: April ist der grausamste Monat (Huhtikuu on kuukausista julmin)
- 1984: Der Clan – Die Geschichte der Frösche (Klaani: Tarina Sammakoitten suvusta)
- 1986: Die Schneekönigin (Lumikuningatar)
- 1987: Macbeth
- 1988: Der Glanz und das Elend des Daseins (Ihmiselon ihanuus ja kurjuus)
- 2014: Kaffee mit Milch und Stress (Mielensäpahoittaja)